# Pierre-Jean De Smet
Pierre-Jean De Smet (Dendermonde, 30 gennaio 1801 – St. Louis, 23 maggio 1873) è stato un gesuita e missionario belga, che divenne il più fidato tra tutti gli uomini bianchi per i nativi Americani dell’Ovest degli Stati Uniti nella metà dell'Ottocento.

## Biografia
Proveniente da una ricca famiglia di Dendermonde (Belgio) imparentata coi Dusmet baroni de Smours, il giovane De Smet si appassionò alle storie di Charles Nerinckx un prete missionario belga di ritorno dal Kentucky. Partì con lui per l'America nel  1821 e ad ottobre dello stesso anno entrò al noviziato gesuita presso White Marsh nel Maryland. Più tardi si trasferì a Florissant nel Missouri, dove fu ordinato sacerdote il 23 settembre del 1827. Dal 1824 al 1830 egli, con il ruolo di prefetto presso il Seminario di Saint Régis (Florissant), studiò e si interessò molto degli usi e costumi degli Amerindi.
Dal 1833 al 1837 rimase in Belgio per problemi di salute e si dedicò alla ricerca di uomini e fondi per la missione del Missouri. I suoi viaggi  nell'Ovest gli diedero l'opportunità di spendere buona parte della sua vita nell'esplorare ed organizzare missioni. Si impegnò in un intenso lavoro missionario, specialmente tra i Waxhaws (o Teste Piatte). Successivamente fu inviato proprio presso i Waxhaws dal vescovo Giuseppe Rosati, che dopo tanto acconsentì alle frequenti richieste da parte dei Nez Perce e Waxhaws che volevano avere un Toga Nera (il nome con il quale i missionari cattolici erano conosciuti, appunto perché indossavano la talare nera).
Si mosse da gruppo a gruppo, andava ogni volta che veniva invitato e per questo attraversò in lungo e in largo le Montagne Rocciose da Nord a Sud più di una volta, seminando pace tra le tribù continuamente in guerra tra loro e difendendole dalle bande di coloni, usurpatori di terre. Riuscì a guadagnarsi la fiducia degli Amerindi come nessun altro 'uomo bianco' aveva saputo fare prima di allora. La fama di essere un vero amico degli indigeni, gli valse l'invito alla conferenza di pace di Fort Laramie del 1851, dove rappresentanti del governo statunitense negoziarono con i capi Cheyenne e Sioux l'autorizzazione in favore delle carovane di coloni per attraversare i propri territori in modo tale da poter raggiungere la costa Ovest. A causa delle continue infrazioni dell'accordo da parte dei bianchi, il patto crollò nel 1862 ed i Sioux partirono sul 'sentiero di guerra': morirono più di mille bianchi.  Il presidente statunitense Abramo Lincoln, che De Smet incontrò due volte, chiamò 'Toga Nera' affinché intervenisse ancora. Prima  poco considerato  dai generali bianchi sul campo, De Smet fu nominato 'Plenipotenziario Negoziatore' appena la situazione degenerò: i Cheyenne e i Piedi Neri coinvolsero i Sioux nella loro ribellione. Durante la conferenza di Fort Rice, nel 1868, egli giunse ad un nuovo trattato di pace frutto di una mediazione diretta con Toro Seduto, il leggendario Grande Capo dei Sioux. De Smet ottenne uno straordinario prestigio ed influenza sugli Indiani, per i quali fu l'unico uomo bianco che non ebbe una 'lingua biforcuta'.  Anche il generale dell'esercito bianco americano seppur con riluttanza ebbe a dire: gli Indiani hanno un reale affetto per 'Toga Nera'.

## Gli ultimi anni
De Smet fece un altro viaggio in Europa nel 1869 e visitò un'ultima volta i Sioux nel 1870. Negli anni che rimasero la malattia lo portò a risiedere a St. Louis dove morì il 23 maggio del 1873. Egli è sepolto a Florissant nel Missouri.
È doveroso aggiungere che le promesse fatte dall'amministrazione americana non furono mantenute. Il conflitto esplose di nuovo nel 1876.